# Copa Mustang 1992
La Copa Mustang 1992 fu la quarantacinquesima edizione del campionato colombiano di calcio; fu strutturato in due fasi, Apertura e Reclasificación, che davano l'accesso al girone finale da quattro squadre. Il campionato fu vinto dall'América de Cali per l'ottava volta nella sua storia.

## Formula
Il torneo di Apertura si svolse in sedici giornate Il torneo Finalización, invece, era un girone all'italiana che prevedeva trenta partite, fino a raggiungere un totale di quarantasei incontri tra le due fasi del campionato. Successivamente le otto migliori classificate si disputavano in due gironi da quattro squadre l'accesso al quadrangolare finale. Ancora una volta erano previsti punti bonus, così distribuiti: un punto bonus per il primo posto, 0,75 per il secondo, 0,50 per il terzo e 0,25 per il quarto.

## Torneo Reclasificación
| Pos | Squadra                | P  | G  | V  | N  | S  | GF | GS | DR  |
| --- | ---------------------- | -- | -- | -- | -- | -- | -- | -- | --- |
| 1.  | América de Cali        | 57 | 46 | 19 | 19 | 8  | 61 | 42 | 19  |
| 2.  | Deportivo Cali         | 56 | 46 | 21 | 14 | 11 | 59 | 38 | 21  |
| 3.  | Atlético Nacional      | 55 | 46 | 20 | 15 | 11 | 66 | 41 | 25  |
| 4.  | Junior                 | 54 | 46 | 20 | 14 | 12 | 76 | 54 | 22  |
| 5.  | Santa Fe               | 53 | 46 | 20 | 13 | 13 | 64 | 49 | 15  |
| 6.  | Millonarios            | 53 | 46 | 18 | 17 | 11 | 54 | 47 | 7   |
| 7.  | Unión Magdalena        | 49 | 46 | 17 | 15 | 14 | 64 | 60 | 4   |
| 8.  | Atlético Bucaramanga   | 49 | 46 | 17 | 15 | 14 | 41 | 46 | -5  |
| 9.  | Deportivo Pereira      | 46 | 46 | 14 | 18 | 14 | 49 | 49 | 0   |
| 10. | Envigado F. C.         | 46 | 46 | 13 | 20 | 13 | 53 | 51 | 2   |
| 11. | Once Caldas            | 44 | 46 | 13 | 18 | 15 | 37 | 41 | -4  |
| 12. | Deportes Quindío       | 42 | 46 | 12 | 18 | 16 | 46 | 57 | -11 |
| 13. | Independiente Medellín | 35 | 46 | 13 | 9  | 24 | 44 | 54 | -10 |
| 14. | Cúcuta Deportivo       | 35 | 46 | 9  | 17 | 20 | 48 | 67 | -19 |
| 15. | Deportes Tolima        | 33 | 46 | 9  | 15 | 22 | 45 | 70 | -25 |
| 16. | Real Cartagena         | 29 | 46 | 6  | 17 | 23 | 26 | 67 | -41 |

## Cuadrangulares semifinales

### Gruppo A
| Pos | Squadra           | Bonus | P    | G | V | N | S | GF | GS | DR |
| --- | ----------------- | ----- | ---- | - | - | - | - | -- | -- | -- |
| 1.  | América de Cali   | 1     | 9    | 6 | 2 | 4 | 0 | 15 | 11 | 4  |
| 2.  | Atlético Nacional | 0,75  | 7,75 | 6 | 2 | 3 | 1 | 11 | 9  | 2  |
| 3.  | Santa Fe          | 0,75  | 5,75 | 6 | 2 | 1 | 3 | 12 | 12 | 0  |
| 4.  | Unión Magdalena   | 0,50  | 4,50 | 6 | 1 | 2 | 3 | 12 | 18 | -5 |

### Gruppo B
| Pos | Squadra              | Bonus | P    | G | V | N | S | GF | GS | DR |
| --- | -------------------- | ----- | ---- | - | - | - | - | -- | -- | -- |
| 1.  | Deportivo Cali       | 1     | 9    | 6 | 4 | 0 | 2 | 7  | 5  | 2  |
| 2.  | Junior               | 0,75  | 8,75 | 6 | 3 | 2 | 1 | 10 | 6  | 4  |
| 3.  | Atlético Bucaramanga | 0     | 5    | 6 | 2 | 1 | 3 | 8  | 12 | -4 |
| 4.  | Millonarios          | 0,25  | 3,25 | 6 | 1 | 1 | 4 | 7  | 9  | -2 |

## Cuadrangular Final
| Pos | Squadra           | Bonus | P    | G | V | N | S | GF | GS | DR |
| --- | ----------------- | ----- | ---- | - | - | - | - | -- | -- | -- |
| 1.  | América de Cali   | 1     | 10   | 6 | 4 | 1 | 1 | 11 | 6  | 5  |
| 2.  | Deportivo Cali    | 0,75  | 8,75 | 6 | 3 | 2 | 1 | 11 | 8  | 3  |
| 3.  | Atlético Nacional | 1     | 8    | 6 | 3 | 1 | 2 | 6  | 6  | 0  |
| 4.  | Junior            | 0,75  | 0,75 | 6 | 0 | 0 | 6 | 3  | 11 | -8 |

## Verdetti
- América de Cali campione di Colombia
- América de Cali e Deportivo Cali qualificate alla Coppa Libertadores 1993.
- Real Cartagena retrocesso in Categoría Primera B.

## Classifica marcatori
| Nome                    | Squadra           | Gol |
| ----------------------- | ----------------- | --- |
| John Jairo Tréllez      | Atlético Nacional | 25  |
| Rubén Darío Hernández   | Millonarios       | 20  |
| Jorge da Silva          | América de Cali   | 19  |
| Adolfo Valencia         | Santa Fe          | 19  |
| Víctor Hugo Aristizábal | Atlético Nacional | 18  |
| Armando Osma            | Deportes Tolima   | 17  |